# فرانز بيندا
فرانز بيندا (بالإنجليزية: Franz Benda)‏ (و. 1709 – 1786 م) هو ملحن، وقائد فرقة موسيقية ‏ تشيكي، توفي في بوتسدام، عن عمر يناهز 77 عاماً.

## روابط خارجية
- فرانز بيندا على موقع الموسوعة البريطانية (الإنجليزية)
- فرانز بيندا على موقع ميوزك برينز (الإنجليزية)
- فرانز بيندا على موقع أول ميوزيك (الإنجليزية)
- فرانز بيندا على موقع ديسكوغز (الإنجليزية)